# Burgerliche Ersparniskasse Bern
Die Burgerliche Ersparniskasse Bern ist eine Schweizer Regionalbank mit Sitz in Bern. Ihr Tätigkeitsgebiet liegt traditionell im Retail Banking und im Hypothekargeschäft und konzentriert sich vorwiegend auf die Stadt und Agglomeration Bern.
Die in Form einer Genossenschaft organisierte Burgerliche Ersparniskasse Bern wurde 1820 gegründet und ist als selbständige Regionalbank der Entris Holding angeschlossen. Sie beschäftigt sechs bzw. teilzeitbereinigt fünf Mitarbeitende und verfügte per Ende 2022 über eine Bilanzsumme von 385,8 Millionen Schweizer Franken. Der Bruttogewinn betrug 2.347 Millionen Schweizer Franken.